# El mar y el tiempo
Pour plus de détails, voir Fiche technique et Distribution.
El mar y el tiempo est un film espagnol réalisé par Fernando Fernán Gómez, sorti en 1989.

## Fiche technique
- Titre : El mar y el tiempo
- Réalisation : Fernando Fernán Gómez
- Scénario : Fernando Fernán Gómez d'après son roman
- Musique : Mariano Díaz
- Photographie : José Luis Alcaine
- Montage : Pablo G. del Amo
- Société de production : Ion Films et Televisión Española
- Pays :  Espagne
- Genre : Drame
- Durée : 100 minutes
- Dates de sortie : 
  -  Espagne : 22 septembre 1989

## Distribution
- Rafaela Aparicio : Abuela
- Pepe Soriano : Jesús
- Fernando Fernán Gómez : Eusebio
- Aitana Sánchez-Gijón : Mer
- Cristina Marsillach : Chus
- Iñaki Miramón : Anselmo
- Ramon Madaula : Mariano
- Eulàlia Ramon : Trini
- Fernando Guillén Cuervo : Pepe
- Gabino Diego : Basilio
- Emma Cohen : Lupe
- Manuel Alexandre : Paco
- María Asquerino : Marcela

## Distinctions
Le film a été nommé pour dix prix Goya et a remporté celui de la meilleure actrice pour Rafaela Aparicio et celui du meilleur second rôle féminin pour María Asquerino.